# Bussière-Galant

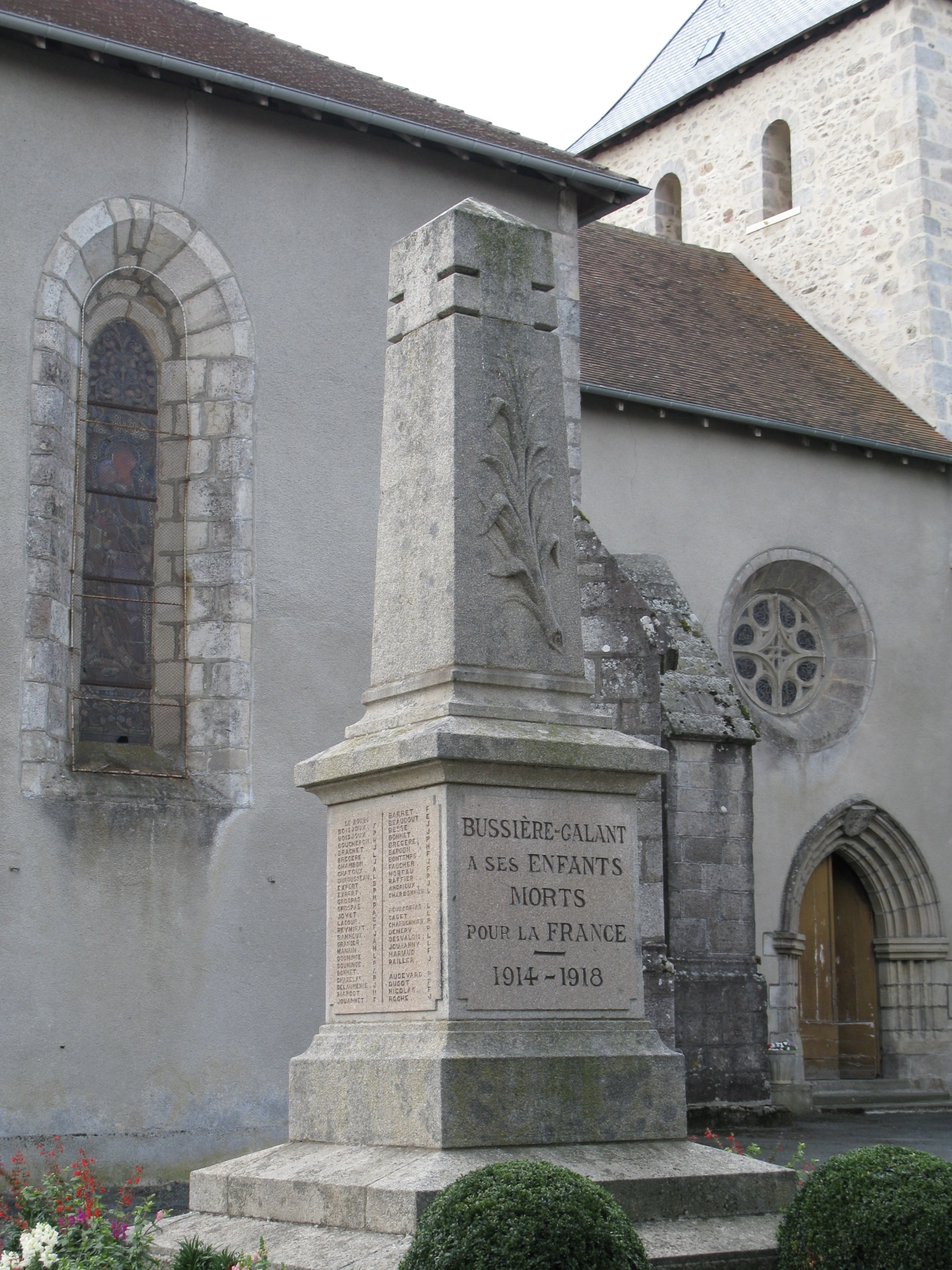

Bussière-Galant (tiếng Occitan: Bussiéra (Galand)) là một xã của tỉnh Haute-Vienne, thuộc vùng Nouvelle-Aquitaine, miền trung nước Pháp.